# Adolf Daens
Adolf Daens (Aalst, 18 de diciembre de 1839-14 de junio de 1907) fue un sacerdote flamenco y una importante personalidad política belga.

## Biografía
Nacido en una familia numerosa y modesta de Aalst (Bélgica), realizó con brillantez en el colegio jesuita de su ciudad, e ingresó en la Compañía en Drongen en 1859; estudió filosofía y telología en Lovaina; en 1871, dejó la Compañía por dificultades con sus superiores. Entró en el seminario de Ghent, siendo ordenado sacerdote en 1873. Recibió algunos encargos pastorales, pero por su peculiar carácter y actitud crítica encontró dificultades en el ambiente clericas. En 1888 regresó a Aalts como sacerdote, pero sin un oficio determinado.
En Aalts vivió con su hermano, el periodista Pieter Daens, que el introdujo en el ambiente político; pronto se alió con algunos líderes vecinales, con los obreros y con algunos socialistas para oponerse a Charles Woeste, abanderado del Partido Católico y diputado del condado. Daens veía a Woeste era, como representante de la burguesía de los propietarios y preocupado solo por mantener el orden social. 
En 1894, fundó el Partido Popular Cristiano (Christene Volkspartij, CVP) y, más tarde, fue elegido diputado en el Parlamento belga, con el fin de reivindicar los derechos de los obreros y denunciar las condiciones de trabajo y de vida de estos. En su actitud había una interpretación personal de las enseñanzas de la Rerum novarum —encíclica del papa León XIII, publicada en — como doctrina social y como argumento intelectual para combatir las injusticias socioeconómicas. 
Su actitud contraria al Partido Católico le granjeó la oposición de la iglesia, cuyos líderes, deseaban mantener unido el bloque católico, como un modo de alejar el peligro del Partido Liberal que anteriormente había prohibido la enseñanza religiosa en las escuelas y que llegó a romper las relaciones con el Vaticano. El obispo de Gante, del que dependía, pidió a Daens que se retirasé de la política, y ante su negativa le suspendió prohibiéndole celebrar misa. Pocos meses antes de su muerte, acaecida en 1907, se reconcilió con la Iglesia, lo que produjo su expulsión del Christene Volkspartij.

## Legado

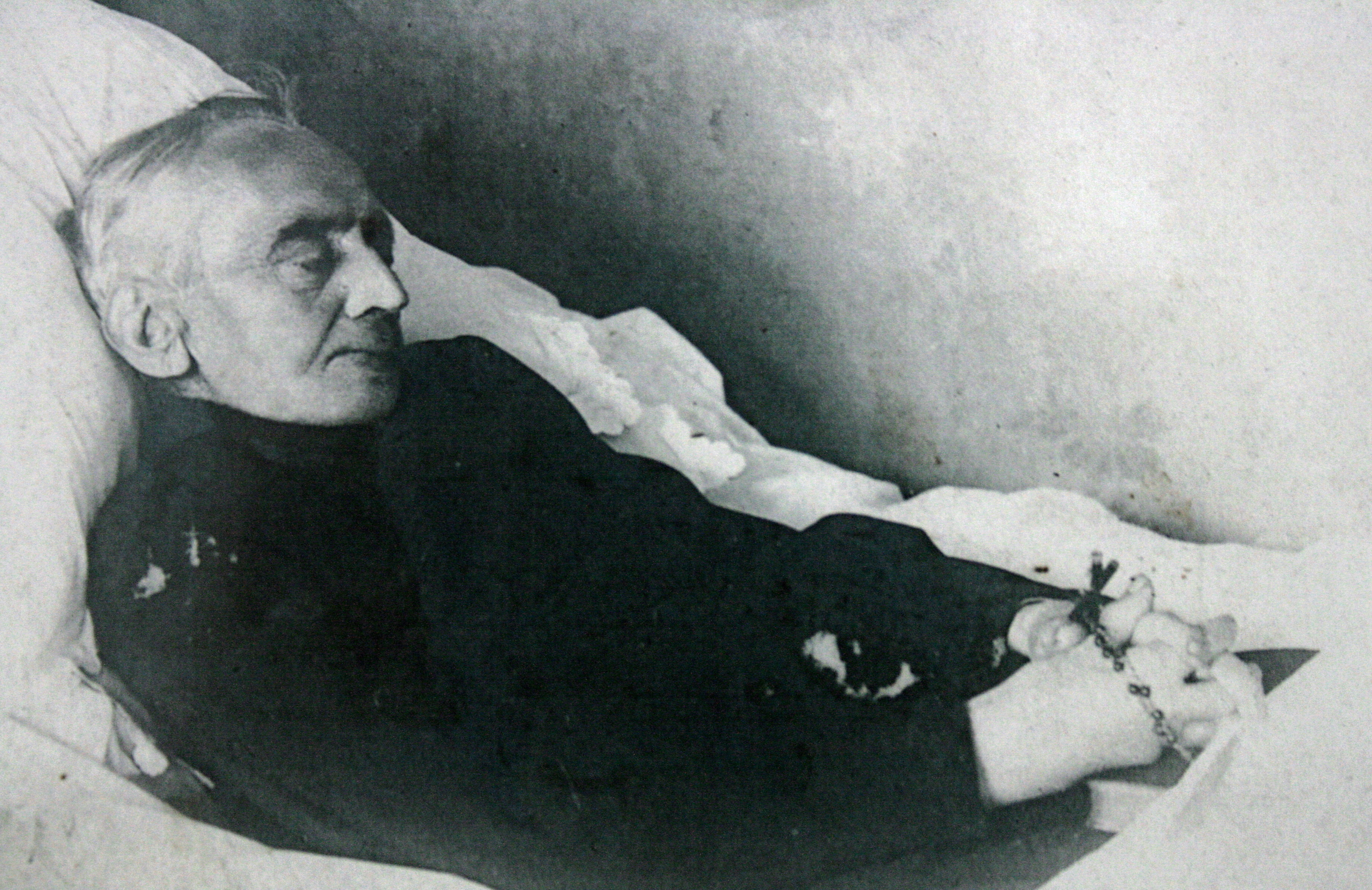
Daens en su lecho de muerte.

El «daensismo», profundamente humanista, se emparentaría hoy con un socialismo socialdemócrata o una corriente social-cristiana.
La leyenda de una estatua erigida en su ciudad natal con ocasión del 50.º aniversario de su muerte resume su empeño: «El trabajador no debe ser ni esclavo ni mendigo, debe ser un hombre libre y próspero».
Louis Paul Boon publicó en 1971 una novela biográfica titulada Pieter Daens. En 1992, el realizador Stijn Coninx, tomando como base la novela mencionada, contó la historia de este sacerdote comprometido en la película titulada Daens.
En 2005, Adolf Daens obtuvo el quinto puesto en la versión flamenca para elegir al «belga más importante» (De Grootste Belg).

## Véase también

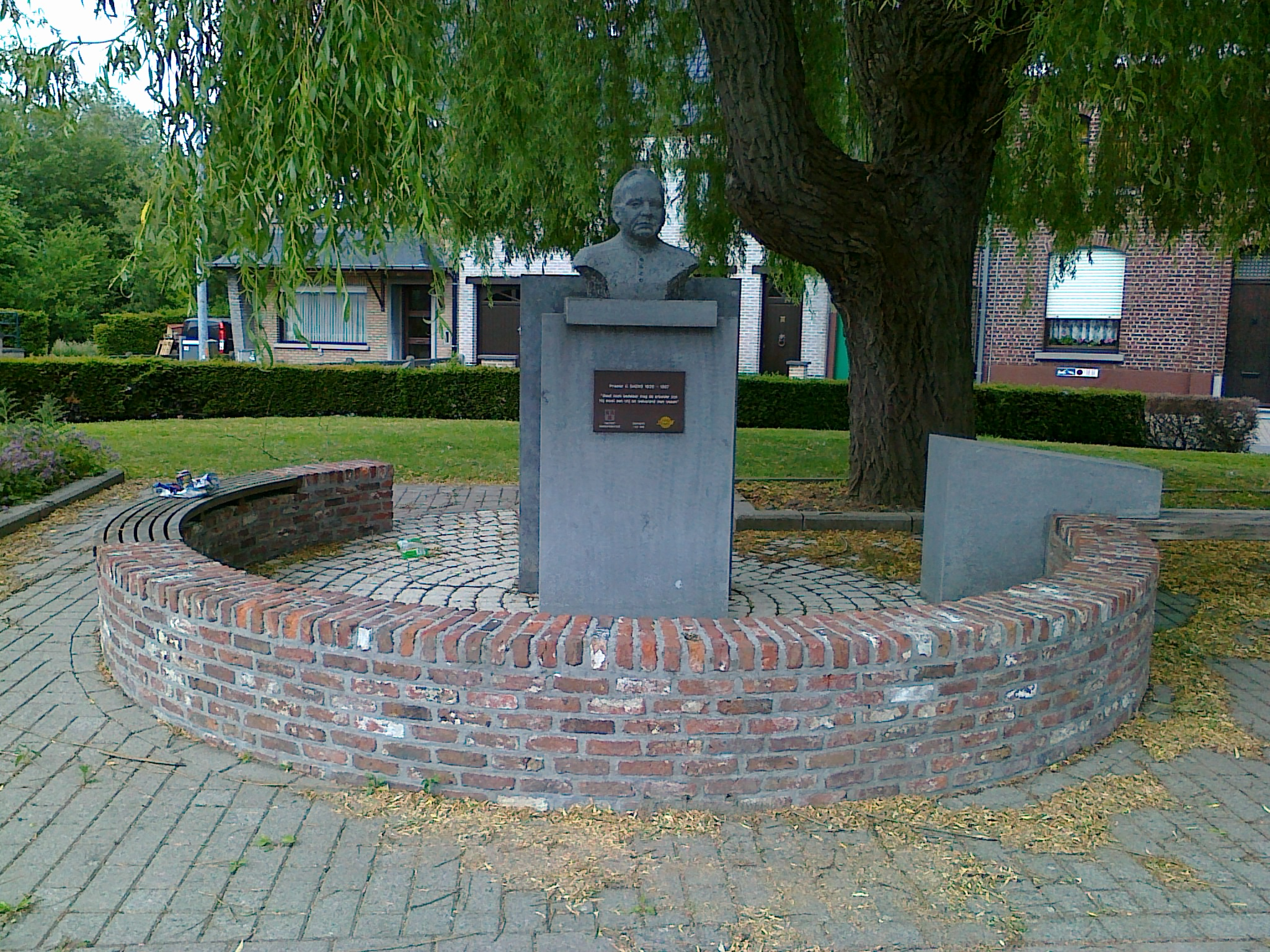
Monumento en honor de Daens.